# Every Beat of My Heart
Every Beat of My Heart è il quattordicesimo album di Rod Stewart, pubblicato nel 1986 dalla Warner Bros. Fu anticipato dal singolo omonimo Every Beat of My Heart.

## Tracce
1. Here to Eternity (Rod Stewart, Kevin Savigar) – 6:01
2. Another Heartache (Bryan Adams, Jim Vallance, Stewart, Randy Wayne) – 4:29
3. A Night Like This (Stewart) – 4:20
4. Who's Gonna Take Me Home (Stewart, Savigar, Jay Davis) – 4:40
5. Red Hot in Black (Stewart, Jim Cregan, Savigar) – 3:17
6. Love Touch (Mike Chapman, Gene Black, Holly Knight) – 4:03
7. In My Own Crazy Way (Stewart, Frankie Miller, Troy Seals, Eddie Setser) – 3:12
8. Every Beat of My Heart (Stewart, Savigar) – 5:19
9. Ten Days of Rain (Stewart, Savigar, Tony Brock) – 5:17
10. In My Life (John Lennon, Paul McCartney) – 2:02

## Musicisti
- Rod Stewart - voce
- Jim Cregan - chitarra
- Robin LeMesurier – chitarra
- Kane Roberts - chitarra
- John Corey – chitarra, sitar elettrico
- Gene Black – chitarra
- Steve Cropper – chitarra
- Nils Lofgren – chitarra
- David Williams – chitarra
- Jay Davis – basso
- Patrick O'Hearn – basso
- Scott Edwards – basso
- Tony Brock – batteria
- Kevin Savigar – tastiere
- Nicky Hopkins – tastiera
- Bob Ezrin – tastiera
- Randy Wayne – tastiera
- Paul Fox – tastiera
- Tom Scott – ottoni
- Larry Williams and Co. – ottoni
- Devon Dickinson – cornamusa
- Harry Farrar – zampogna gaelica
- Kevin Weed – cornamusa

## Classifiche

### Classifiche settimanali
| Classifica (1986) | Posizione massima |
| ----------------- | ----------------- |
| Australia         | 26                |
| Austria           | 2                 |
| Canada            | 9                 |
| Germania          | 4                 |
| Italia            | 11                |
| Norvegia          | 12                |
| Paesi Bassi       | 13                |
| Regno Unito       | 5                 |
| Stati Uniti       | 28                |
| Svezia            | 3                 |
| Svizzera          | 5                 |

### Classifiche di fine anno
| Classifica (1986) | Posizione |
| ----------------- | --------- |
| Austria           | 14        |
| Canada            | 49        |
| Germania          | 32        |
| Italia            | 45        |
| Regno Unito       | 50        |
| Svizzera          | 19        |